# Liparetrus cognatus
Liparetrus cognatus är en skalbaggsart som beskrevs av Britton 1980. Liparetrus cognatus ingår i släktet Liparetrus och familjen Melolonthidae. Inga underarter finns listade i Catalogue of Life.